# Some Things Never Change
Some Things Never Change è il decimo album discografico in studio del gruppo musicale rock inglese dei Supertramp, pubblicato nel 1997.

## Tracce
I brani sono scritti da Rick Davies, eccetto dove indicato.
1. It's a Hard World – 9:46
2. You Win, I Lose – 4:31
3. Get Your Act Together – 4:49
4. Live to Love You – 5:18
5. Some Things Never Change – 6:26
6. Listen to Me Please – 4:46
7. Sooner or Later – 6:50 (Rick Davies, Mark Hart)
8. Help Me Down That Road – 4:36
9. And the Light – 4:40
10. Give Me a Chance – 4:24 (Rick Davies, Mark Hart)[3]
11. C'est What? – 8:17
12. Where There's a Will – 5:36

## Formazione
- Rick Davies - tastiere, voce
- John Helliwell - sax
- Mark Hart - chitarre, tastiere, voce
- Bob Siebenberg - batteria
- Cliff Hugo - basso
- Lee Thornburg - trombone, tromba, cori
- Carl Verheyen - chitarre
- Tom Walsh - percussioni, batteria